# Encephalartos chimanimaniensis
Encephalartos chimanimaniensis är en kärlväxtart som beskrevs av Robert Allen Dyer och Inez Clare Verdoorn. Encephalartos chimanimaniensis ingår i släktet Encephalartos och familjen Zamiaceae. IUCN kategoriserar arten globalt som starkt hotad. Inga underarter finns listade i Catalogue of Life.